# جون هام
جونثن دانيل هام  (بالإنجليزية: Jon Hamm)‏ ممثل أمريكي، مواليد 10 مارس 1971، يعيش في لوس أنجلوس، حاصل على بكالوريوس الآداب قسم اللغة الإنجليزية من جامعة ميسوري.
بدأ رحلته الفنية عام 1990م بأدوار صغيرة في عدة مسلسلات أمريكية منها: "Providence" و"The Division " و"What About Brian".
في عام 2000م قدم جون هام أول أفلامه "Space Cowboys"، وفي عام 2001م شارك في الفيلم الكوميدي "Kissing Jessica Stein".
اكتسب شهره عالمية من خلال مشاركته في الأجزاء السبعة للمسلسل الدرامي «ماد من» بداية من الموسم الأول عام 2007م، وحصد عنه جائزة الغولدن قلوب كأفضل ممثل درامي لعام 2008م.
في عام 2008م أيضا شارك في فيلم الخيال العلمي "The Day the Earth Stood Still"، الذي اعتبره بمثابة انطلاقة جديدة له في عالم السينما، بعد إثبات تفوقه في التليفزيون.
وعرض عليه دور نيغان في مسلسل «الموتى السائرون» ولكنه اعتذر ليذهب الدور إلى الممثل جيفري دين مورغان.

## نشأته
وُلِدَ هام في سانت لويس، ميزوري، ابن ديبوراه (غارنر) هام ودانيال هام. كان والده يدير شركة عائلية للنقل بالشاحنات وكانت والدته تعمل سكرتيرة. وهو من أصل أيرلندي وألماني وإنجليزي؛ ويعود اسم عائلته إلى مهاجرين ألمان.
انفصل والدا هام عندما كان يبلغ عامين من العمر، وعاش في ضاحية سانت لويس في كريف كور مع والدته حتى وفاتها بـسرطان القولون عندما كان يبلغ من العمر 10 سنوات. ثم عاش هام مع والده وجدته في نورماندي بولاية ميسوري.
كان دوره التمثيلي الأول في مسرحية Winnie-the-Pooh في الصف الأول. وتم اختياره في سن الـ 16 لأداء دور يهوذا في مسرحية Godspell، فاستمتع بالتجربة على الرغم من أنه لم يأخذ التمثيل على محمل الجد. التحق بمدرسة جون بوروز، وهي مدرسة خاصة في مدينة لادو، حيث كان عضوًا في فرق كرة القدم والبيسبول والسباحة. خلال هذا الوقت، واعد سارة كلارك التي أصبحت ممثلة. وتوفي والده عندما كان في العشرين من عمره.
بعد التخرج من الثانوية العامة في عام 1989، التحق هام بجامعة تكساس. وكان عضوًا في فرع Upsilon للأخوة Sigma Nu.
كان التمثيل ممتعًا بالنسبة لي، لكن جدي كان يقول لي دائمًا، «لم يفت الأوان أبدًا على أن تصبح مهندسًا.» كان من المفترض أن تحصل على «وظيفة» وتقوم بالتمثيل في عطلات نهاية الأسبوع أو في المدرسة.

## روابط خارجية
- جون هام على موقع IMDb (الإنجليزية)
- جون هام على موقع الموسوعة البريطانية (الإنجليزية)
- جون هام على موقع روتن توميتوز (الإنجليزية)
- جون هام على موقع مونزينجر (الألمانية)
- جون هام على موقع ألو سيني (الفرنسية)
- جون هام على موقع ميوزك برينز (الإنجليزية)
- جون هام على موقع تيرنر كلاسيك موفيز (الإنجليزية)
- جون هام على موقع أول موفي (الإنجليزية)
- جون هام على موقع بوكس أوفيس موجو (الإنجليزية)
- جون هام على موقع قاعدة بيانات الأفلام السويدية (السويدية)